# Кузъёль (приток Шиеса)
Ку́зъёль — река в России, левый приток реки Шиес, протекает по Ленскому району Архангельской области. Устье реки находится в 37 км от устья Шиеса. Длина реки составляет 5 км, река образуется слиянием ручьёв Большая Кузъёль (слева) и Малая Кузъёль (справа).

## Этимология
Кузъёль в переводе с коми — «длинный ручей», от куз — «длинный» и ёль — «ручей», «лесная речка».

## Данные водного реестра
По данным государственного водного реестра России относится к Двинско-Печорскому бассейновому округу, водохозяйственный участок реки — Вычегда от города Сыктывкар и до устья, речной подбассейн реки — Вычегда. Речной бассейн реки — Северная Двина. В ГВР название реки указано с ошибкой (Кузвель).
Код объекта в государственном водном реестре — 03020200212103000023641.